# Labidesthes sicculus
El pejerrey de arroyo (Labidesthes sicculus) es una especie de pez actinopterigio marino, la única del género mototípico Labidesthes.
Es pescado solo para su uso como carnada.

## Morfología
Cuerpo alargado y plateado típico de los pejerreyes, con una longitud máxima descrita de 13 cm, aunque parece ser que la longitud máxima más común es de 8,4 cm, con una edad máxima de dos años.

## Distribución y hábitat
Se distribuye por Estados Unidos: en los Grandes Lagos (excepto en el lago Superior, al sur de Quebec (Canadá), toda la cuenca fluvial del río Misisipi desde el norte hasta Texas al sur.
Es un pez de agua dulce subtropical, de comportamiento pelágico y que prefiere temperaturas del agua entre 5 °C y 20 °C. Se encuentra cerca de la superficie de lagos, estanques y remansos tranquilos de arroyos y ríos pequeños a grandes, generalmente se encuentra en aguas abiertas. Se alimenta de zooplancton, incluyendo copépodos, cladóceros y larvas de mosquitos.